# مدا
شهر مدا (به پرتغالی: Mêda) در مدا در کشور پرتغال واقع شده‌است. جمعیت این شهر ۲٬۰۰۴ نفر  است. در تاریخ ۹ دسامبر ۲۰۰۴ به عنوان شهر شناخته شد.